# Dedicated to the Moon
Dedicated to the Moon è il primo album della cantante italiana Ivana Spagna, pubblicato nel 1987 dall'etichetta discografica CBS su LP, MC e CD, anticipato dal singolo Easy Lady dell'anno precedente.

## Il disco
Album d'esordio della cantante, che ufficializza il definitivo pseudonimo e nome d'arte Spagna, registrato in studio nella primavera del 1987, contiene solo brani cantati in inglese ed è stato in assoluto tra i primi ad essere stampato anche su supporto CD.
Nel 2010 è stata pubblicata l'edizione rimasterizzata del CD denominata "expanded edition" con ulteriori 6 tracce aggiuntive.

## Successo e classifiche
Ha superato le 500 000 copie vendute, ricevendo un premio internazionale per le vendite annuali sul nuovo supporto CD, anche grazie al grande successo dei singoli in esso contenuti: Easy Lady, Call Me e Dance Dance Dance.
| Classifica (1987) |                      | Posizione massima | Settimane in classifica |
| ----------------- | -------------------- | ----------------- | ----------------------- |
| Finlandia         | Finlandia (bandiera) | 4                 | 15                      |
| Svizzera          | Svizzera (bandiera)  | 18                | 4                       |
| Svezia            | Svezia (bandiera)    | 38                | 4                       |

## Tracce
Gli autori di testi e musiche sono Ivana Spagna, Giorgio 'Theo' Spagna e Alfredo 'Larry' Pignagnoli, eccetto Easy Lady e il suo lato B Jealousy.
1987 - LP (CBS 450646 1 / E 40988) e MC (CBS 450646 4) originali

Lato A
1. Call Me – 4:05
2. Sarah – 5:09
3. Dedicated to the Moon – 4:35
4. So Easy – 3:53
5. The Power of Money – 4:05

Lato B
1. Easy Lady (album version) – 4:50 (testo: Ivana Spagna – musica: Ivana Spagna, Giorgio Spagna, Alfredo Pignagnoli)
2. Dance Dance Dance (album version) – 4:15
3. Why Can't I Say (I Love You Babe) – 4:52
4. Baby Blue – 4:43
5. Girl, It's Not the End of the World – 4:15

Bonus tracks del 2010 - CD expanded edition
1. Easy Lady (extended version) – 6:57
2. Jealousy – 3:58 (testo: Giorgio Spagna – musica: Ivana Spagna, Alfredo Pignagnoli)
3. Call Me (special Viva mix) – 5:43
4. Every Girl and Boy (special Bang Bang remix) – 5:19
5. Don't Call It Love – 4:22
6. Every Girl and Boy (7" single version) – 3:40